# Aeropuerto Internacional Toncontín
El Aeropuerto Toncontín (IATA: TGU, OACI: MHTG), o Base Aérea Teniente Coronel Hernán Acosta Mejía, anteriormente llamado Aeropuerto Internacional Toncontín es un aeropuerto civil y militar ubicado a 6 km (4 millas) del centro de Tegucigalpa, Honduras. 
A partir del 15 de diciembre del 2021, el Aeropuerto Internacional Toncontín pasó a ser un aeropuerto nacional, debido a que todas las aerolíneas internacionales pasaron sus operaciones al Aeropuerto Internacional de Comayagua, ubicado 70 kilómetros (43 millas) al norte de Tegucigalpa.
Fue clasificada por el programa Most Extreme Airports de History Channel como el segundo aeropuerto más extremo del mundo. Hasta el 2010, por razones de seguridad y para permitir el despegue de aeronaves más pesadas como A320, se amplió la pista 300 metros haciendo más accesible su aterrizaje y despegue.
La aproximación al aeropuerto se considera una de las más difíciles del mundo para todos los aviones, especialmente en condiciones climáticas adversas.

## Historia

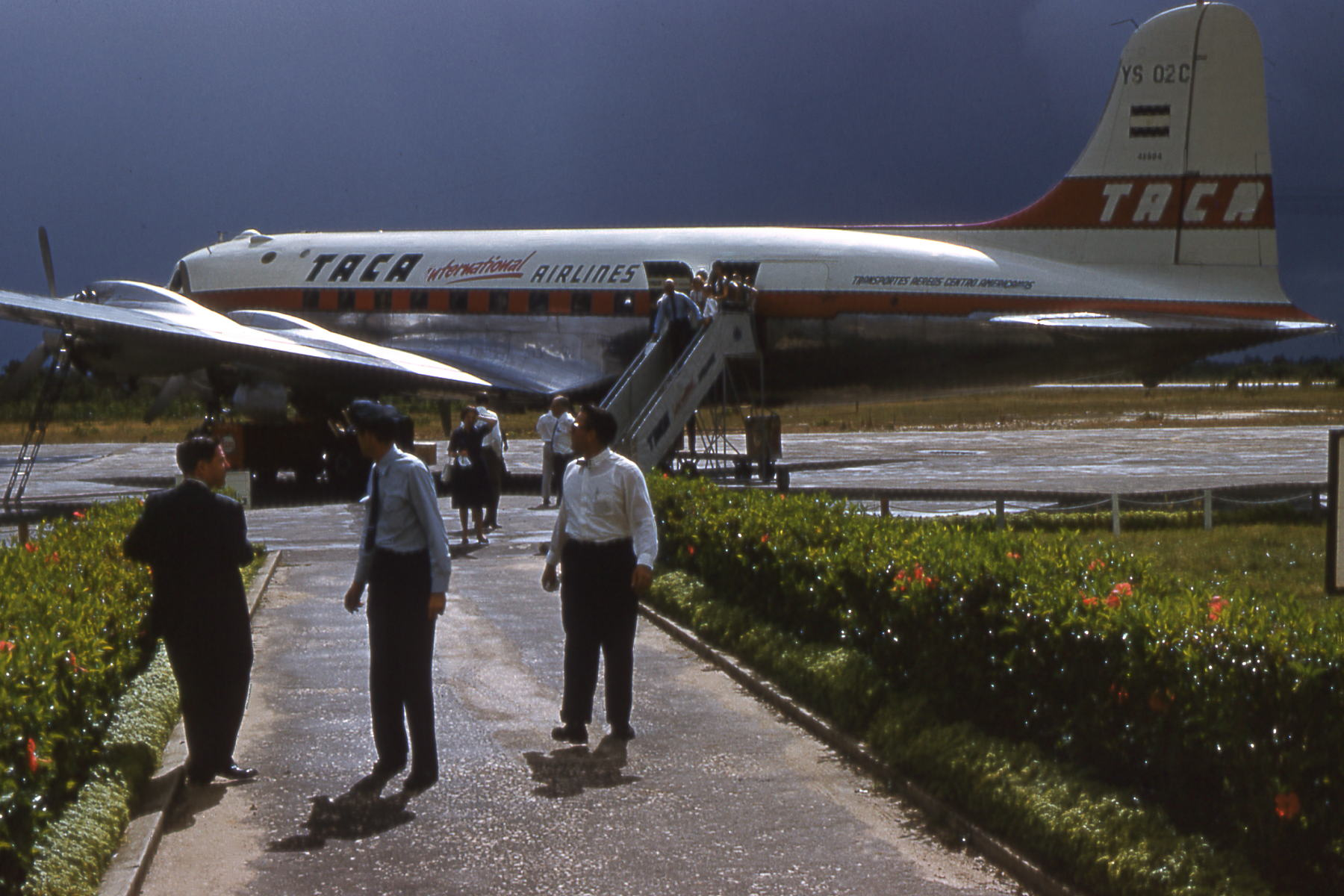
Un avión DC-4 de TACA en Toncontín entre 1957 y 1961.

### Inauguración y construcción
Toncontín fue utilizado por primera vez en 1921. Era un campo más o menos extenso dedicado a las actividades aéreas; no existían pistas sino que las aeronaves aterrizaban y despegaban en la mejor dirección posible frente al viento. En 1933, el presidente Tiburcio Carias Andino amplió la pista del aeródromo de norte a sur y ordenó la construcción del edificio de la terminal de pasajeros. Estos se inauguraron en 1934, con el aterrizaje de un DC-3 de la aerolínea Pan Am. La pista fue mejorada durante la administración del presidente Juan Manuel Gálvez.[cita requerida]

### Años 1980

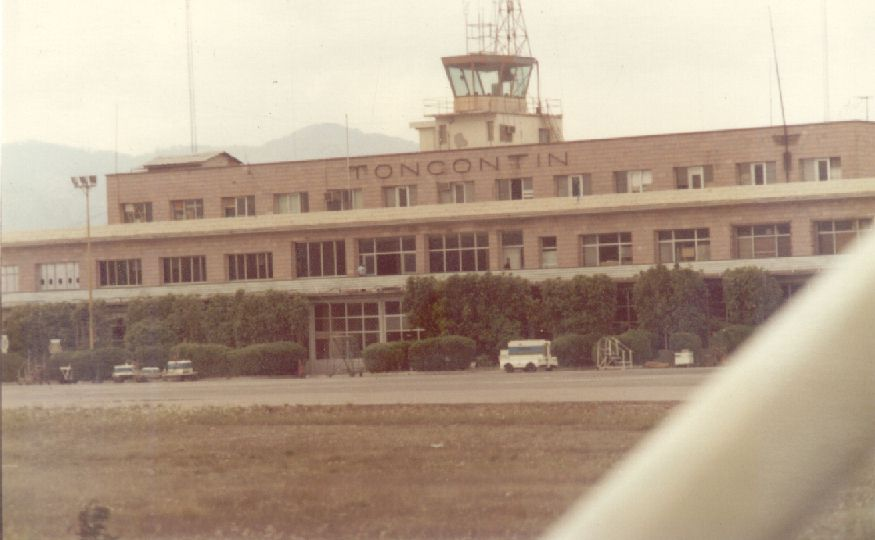
La terminal de Toncontín en 1980 vista desde la pista de aterrizaje.

Durante la década de 1980, los aviones Boeing 727 de Pan Am, con vuelos internacionales, fueron transferidos al Aeropuerto de San Pedro de Sula, en la costa del Caribe hondureño, que ofrece mejores facilidades de aterrizaje y despegue de diferentes aeronaves.[cita requerida]

### Remodelación

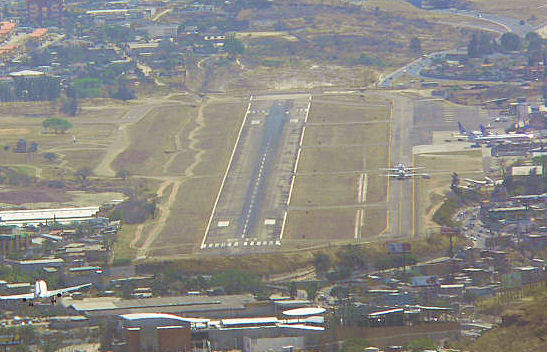
La pista de aterrizaje de Toncontín en 2006 antes de su ampliación en 2009.

El edificio de la terminal no fue modificado hasta la administración de la Corporación Aeroportuaria de Tegucigalpa (CAT). Actualmente está siendo administrado por el consorcio internacional Interairports, S.A. también conocido como Aeropuertos de Honduras, del Grupo Nasser.
El aeropuerto Toncontín fue completamente remodelado en 2006. En 2009, la pista de aterrizaje, que tenía una longitud de 1863 metros, fue ampliada con 300 metros, de las cuales 150 metros son de pista útil, 60 metros de franja de seguridad de pista, y 90 metros de área de seguridad nivelado al extremo de la pista.

### Traslado de operaciones a Palmerola

#### Accidente de 2008
Tras el accidente del 30 de mayo de 2008, el entonces presidente Manuel Zelaya tomó la decisión de que el aeropuerto internacional Toncontín solamente se utilizaría para aeronaves de menos de 42 pasajeros, contraviniendo las disposiciones de la FAA (quien nunca pidió que dejaran de realizarse vuelos a Estados Unidos) y de la OACI. Esta medida duró menos de un mes, y a los dos meses volvieron a operar todas las aerolíneas que prestaban servicio anteriormente, con más de 170 pasajeros por avión. 
Según la configuración que había sido diseñada por los expertos del gobierno hondureño, solo aviones con pocos pasajeros podrían utilizar el aeropuerto. Sin embargo, el ejecutivo revocó la medida impuesta y el aeropuerto continuó funcionando con los mismos aviones que aterrizaban antes, pero con algunas medidas de seguridad añadidas como el veto a aterrizajes en momentos con poca visibilidad o viento de cola. 
Dos meses después, el 1 de agosto de 2008, se permitió volver a operar a todas las aerolíneas que utilizaban el aeropuerto: Copa Airlines, Continental Airlines y American Airlines.

#### Construcción de Palmerola
Las obras de la construcción del nuevo Aeropuerto Internacional de Comayagua iniciaron el 5 de diciembre de 2016 sobre las instalaciones de la base aérea José Enrique Soto Cano, conocida también como «Palmerola». El nuevo aeropuerto comercial en Palmerola traería la ventaja de proveer un servicio más seguro debido a su ubicación en un valle y una pista de aterrizaje más larga. Esto proporcionaría una mayor capacidad que Toncontín para atraer más aerolíneas y aviones más grandes. Hasta entonces Palmerola funcionaba exclusivamente como una base aérea. Con la construcción de la nueva terminal, el aeródromo se convertiría en un aeropuerto comercial internacional para uso mixto, general y militar.

#### Traslado de aerolíneas
El nuevo Aeropuerto Internacional de Comayagua se inauguró el 15 de octubre de 2021, en una ceremonia dirigida por el entonces presidente de Honduras, Juan Orlando Hernández. El 15 y 16 de diciembre de 2021 las aerolíneas internacionales con operaciones en Toncontín trasladaron todas sus operaciones al nuevo aeropuerto en Comayagua.

## Descripción

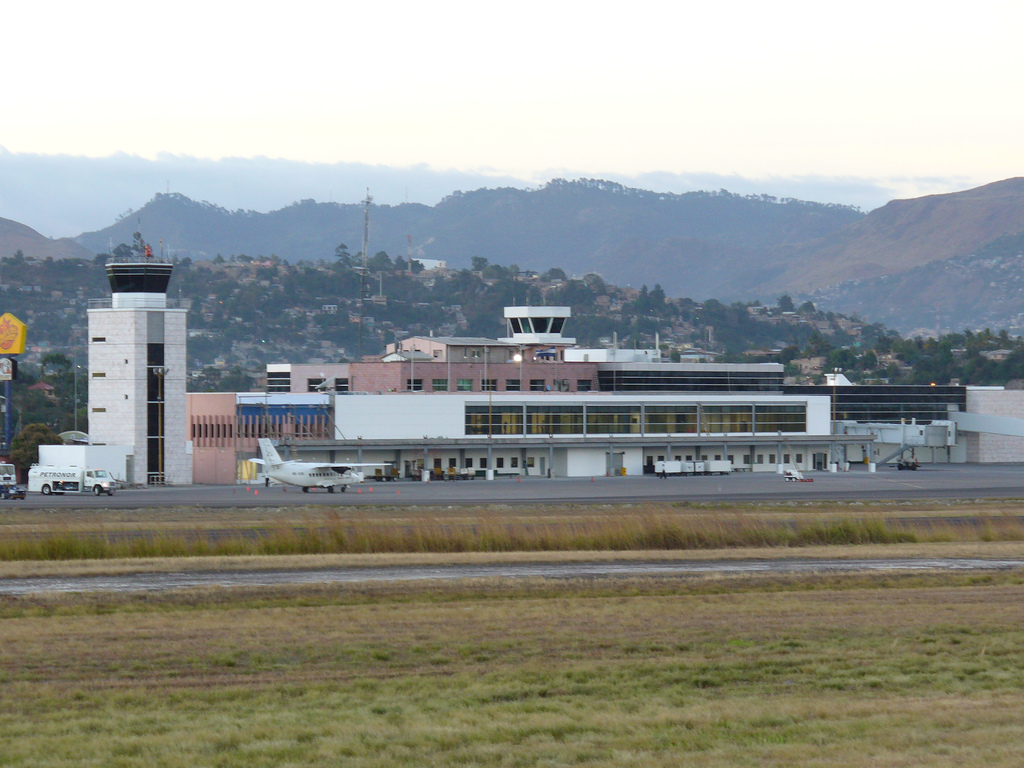
Vista del Aeropuerto Internacional Toncontín en 2007 tras su remodelación en 2006.

### Instalaciones
Toncontín está ubicado a 6 km al suroeste del centro de Tegucigalpa, y cuenta con una pista de aterrizaje y despegue (02/20) de asfalto, de 2021 m de largo y 45 m de ancho, equipado con luces de pista y letreros de señalización. Para facilitar la navegación está equipado con sistemas de radioayuda VOR/DME, y un sistema PAPI. Tiene la categoría OACI 4C, lo que permite que operen aeronaves con una envergadura máxima de 36 m. Los servicios de emergencia y rescate tienen la categoría SSEI 7. Toncontín está habilitado para operaciones de aeronaves de categoría equivalentes a Airbus A318, A319 y A320, y Boeing 737 y 757.[cita requerida]
La terminal cuenta con 3 puertas de embarque y 2 puentes de embarque para vuelos internacionales. Toncontín recibía entre 20 y 30 vuelos nacionales e internacionales diariamente.

### Administración
El aeropuerto es administrado por una empresa privada, InterAirtports S.A., cuyos principales socios son el Grupo Terra y IDC-Unique.[cita requerida] Sus operaciones son supervisadas por organismos internacionales como TSA y OACI. Es miembro de ACI-LAC.[cita requerida]

### Condiciones y peligros
El terreno de ubicación del aeropuerto es montañoso y complicado para el aterrizaje. Estas condiciones han causado numerosos accidentes de vuelos de pasajeros en distintos momentos de su historia y le ha otorgado la reputación como «uno de los aeropuertos más peligrosos del mundo».

## Aerolíneas y destinos

### Pasajeros

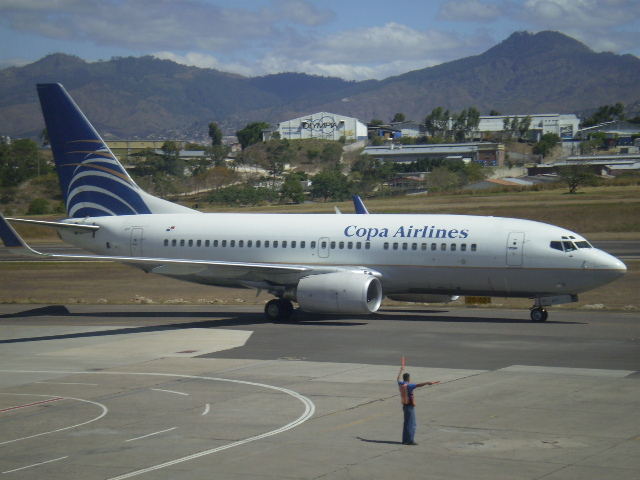
Boeing 737-700 de Copa Airlines en Tegucigalpa.

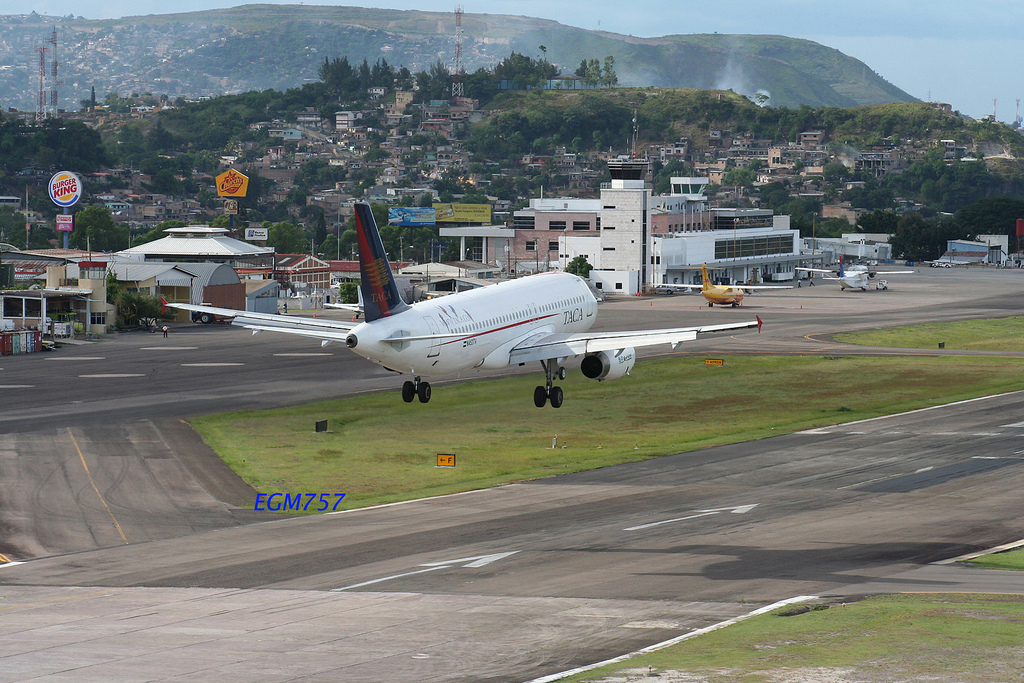
Airbus A320-200 de TACA en Tegucigalpa.

En Toncontín operan las líneas aéreas Aerolíneas Sosa, CM Airlines, La Costeña, Lanhsa, Aviatsa y en carga DHL.
Hasta diciembre de 2021 también operaban en Toncontín cuatro líneas aéreas internacionales: American Airlines, Avianca (TACA), Copa Airlines y United Airlines. Entre 2008 y marzo de 2020 también operaba Delta Air Lines cuyos vuelos fueron suspendidos debido a la pandemia de covid-19. Tras la apertura del Aeropuerto Internacional de Comayagua a finales de 2021, estas aerolíneas trasladaron sus operaciones al nuevo aeropuerto en Comayagua. Desde entonces, ambos aeropuertos están conectados mediante un servicio de autobús gratuito llamado Palmerola Connect que opera entre Toncontín y la terminal del aeropuerto internacional de Comayagua. El autobús tiene tres salidas programadas por la mañana desde Toncontín a Comayagua y tres salidas por la tarde en dirección contraria desde Comayagua a Toncontín.
| Aerolíneas      | Destinos                               |
| --------------- | -------------------------------------- |
| Aerolíneas Sosa | La Ceiba, Roatán                       |
| Aviatsa         | Chárter Estacional: Roatán             |
| CM Airlines     | Puerto Lempira, Roatán, San Pedro Sula |
| Lanhsa          | La Ceiba                               |

### Carga

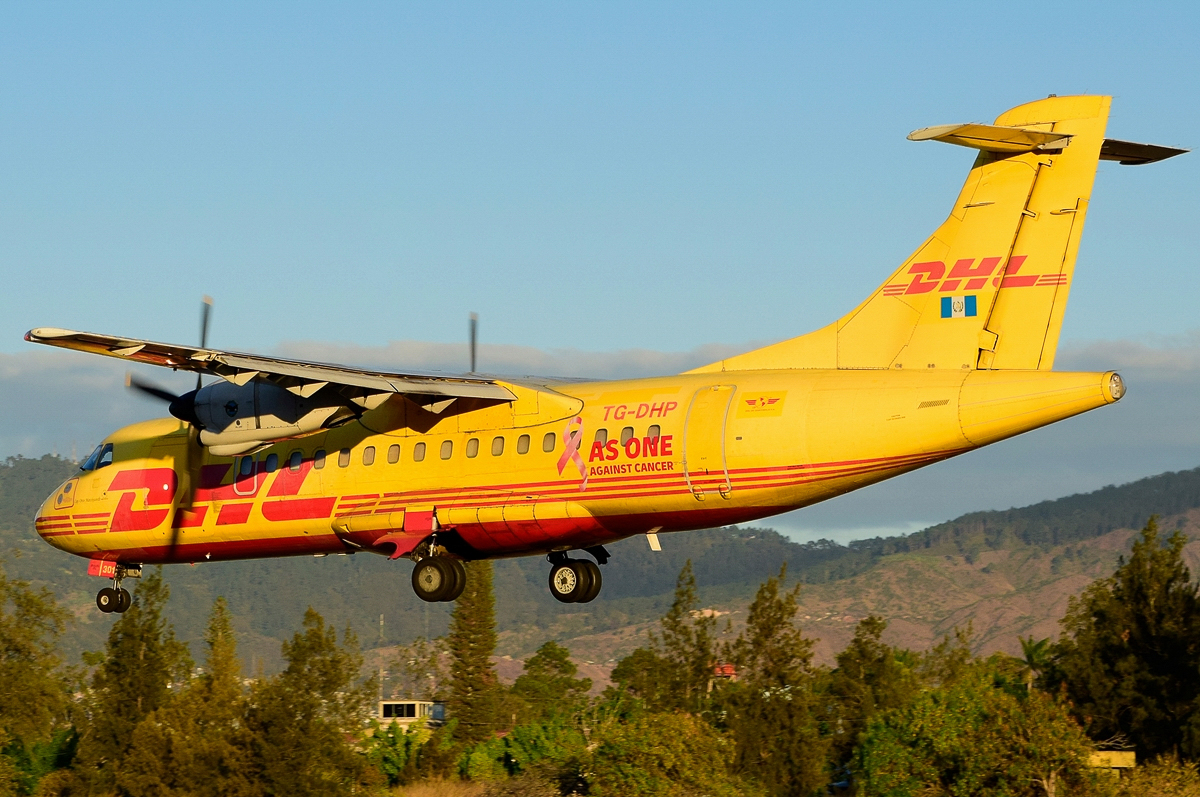
ATR 42-300 de DHL de Guatemala aterrizando.

| Aerolíneas       | Destinos            |
| ---------------- | ------------------- |
| DHL de Guatemala | Ciudad de Guatemala |

### Destinos nacionales

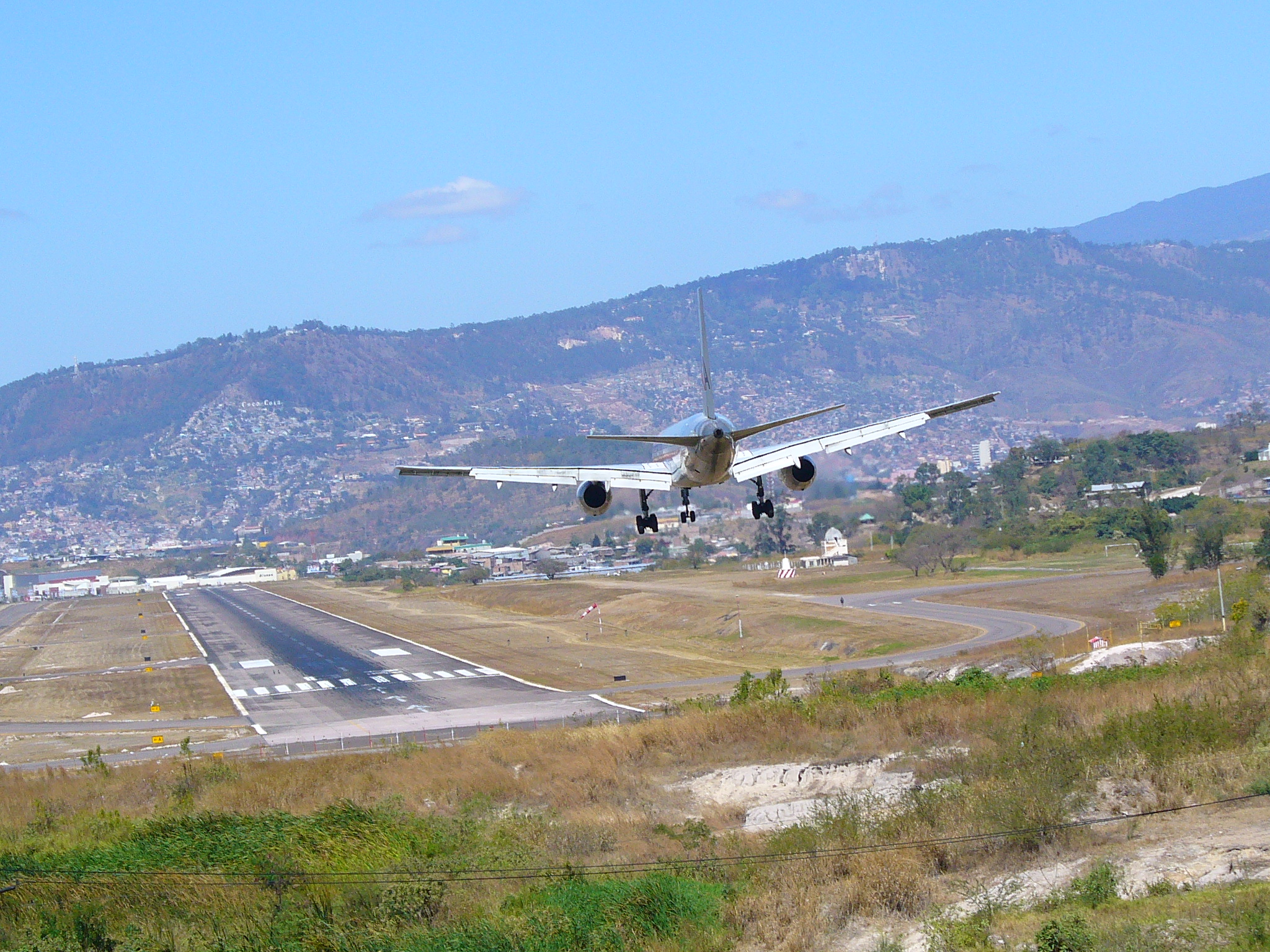
Toncontín antes de la eliminación de la ladera.

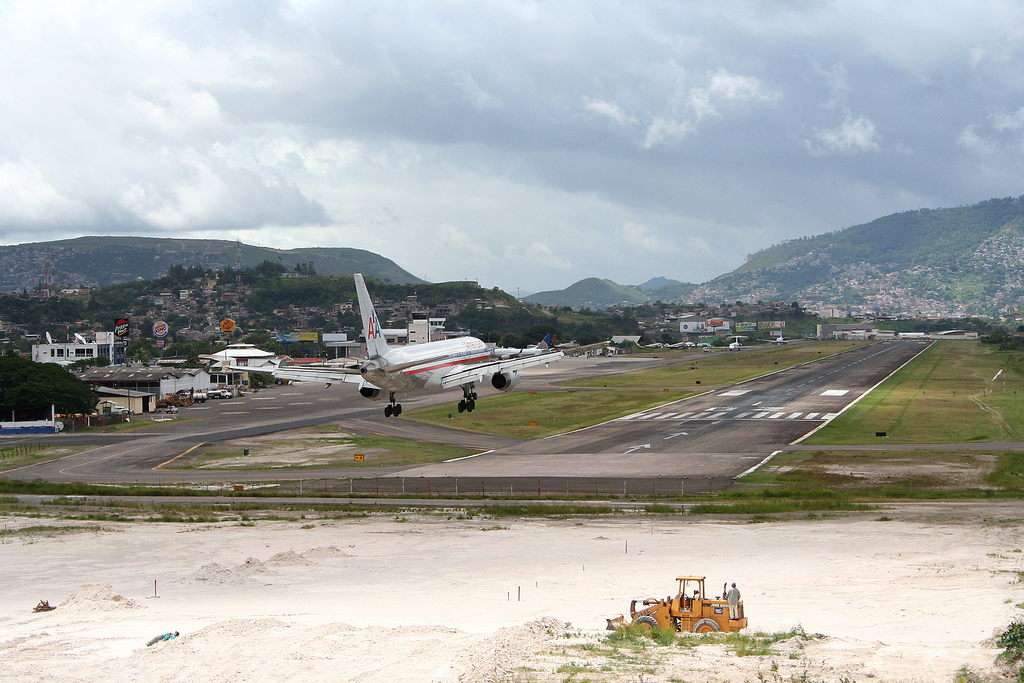
Toncontín después de la eliminación de la ladera.

Se brinda servicio a 5 ciudades dentro del país a cargo de 4 aerolíneas.
| La Ceiba (LCE)       |   | • | • |   | 2 |
| Puerto Lempira (PEU) | • |   |   |   | 1 |
| Roatán (RTB)         | • | • |   | • | 3 |
| San Pedro Sula (SAP) | • |   |   |   | 1 |
| Total                | 3 | 2 | 1 | 1 | 3 |

## Estadísticas de pasajeros
En 2021, el aeropuerto recibió un total de 337.493 pasajeros internacionales y nacionales. En 2019, antes de la pandemia del COVID-19, Toncontín recibió un total de 574.453 pasajeros. Su año de mayor afluencia de pasajeros fue en 2016 cuando recibió 697.925 pasajeros.

## Accidentes e incidentes aéreos
El acercamiento al aeropuerto Toncontín es considerado difícil, especialmente en condiciones meteorológicas adversas.
- 7 de junio de 1962: una aeronave Curtiss C-46 Commando (HR-SAL), un vuelo de carga operado por SAHSA, se estrelló al aterrizar en Toncontín, cuando el tren de aterrizaje izquierdo se derrumbó. Ambos tripulantes sobrevivieron, pero el avión fue destruido.[22]

- 30 de junio de 1966: Un Douglas DC-6 (HR-TNG) de Transportes Aéreos Nacionales salió de la pista al aterrizar y fue destruido por el incendio.[22]

- 20 de febrero de 1967: Un Douglas DC-6, (HR-SAS) de SAHSA salió de la pista cuando se disponía a aterrizar en la pista 01 en Toncontín. De acuerdo con los informes de la tripulación, el mecanismo de empuje inverso falló y la tripulación tuvo que utilizar los frenos, causando un incendio en dos neumáticos del avión. El tren delantero salió de la pista en una zanja, seguido del principal tren izquierda. De los 50 pasajeros y 5 tripulantes a bordo, 4 murieron.[22]

- 25 de noviembre de 1969: Un Douglas DC-3, (HR-ANA), de SAHSA se estrelló al intentar aterrizar en la pista 01 de Toncontín. Una fuerte ráfaga de viento afectó la aeronave durante el aterrizaje, empujando el avión hacia los edificios de la terminal. El avión se estrelló, aunque los pilotos lograron evitar una colisión con los edificios. Los 15 pasajeros y 3 tripulantes sobrevivieron el accidente.[22]

- 26 de mayo de 1970: un de Havilland Heron de Aero Servicios se estrelló durante el acercamiento al aeropuerto a aproximadamente 1,5 km de la pista. El avión viró bruscamente a la izquierda y se estrelló en un valle cercano. El accidente fue atribuido condiciones de viento turbulentas a baja altura. Murieron 4 pasajeros y 2 tripulantes.[22]

- 25 de febrero de 1989: Un avión Douglas DC-6 privado (HR-AKZ) chocó contra una montaña durante el acercamiento a la pista de Toncontín y se estrelló, causando la muerte las 10 personas a bordo.[22]

- 21 de octubre de 1989: El vuelo 414 de TAN-SAHSA, un Boeing 727-200, se estrelló en un cerro cercano durante la aproximación a la pista 01 de Toncontín, causando la muerte de 131 de las 146 personas a bordo. La causa del accidente fue atribuido a un error del piloto al ignorar los procedimientos de aproximación especiales prescritos para este aeropuerto.[22]

- 1 de abril de 1997: un avión de carga Lockheed C-130H Hercules de la Fuerza Aérea de los Estados Unidos salió de la pista de Toncontín y se estrelló en un intercambio de la carretera pública donde se incendió. Murieron 3 personas y 7 resultaron heridas. La causa del accidente se atribuyó a un exceso de velocidad en la fase final del acercamiento a la pista. El avión aterrizó más de 600 metros más allá del umbral de la pista 01, y no tenía suficiente espacio para frenar.[22]

- 30 de mayo de 2008: Un Airbus A320, el vuelo 390 de TACA, salió de la pista tras aterrizar en la pista 02 de Toncontín. El avión cayó 20 metros por un terraplén y se paró en una carretera. De las 124 personas a bordo, 3 fallecieron, así como 2 personas en tierra.[22][23][24] considerada como pista especial por su corta longitud.[23] Entre los 5 fallecidos figuraba el señor Harry Brautigam, Presidente del Banco Centroamericano de Integración Económica (BCIE), la esposa del embajador de Brasil en Honduras, el piloto de la aeronave Cesare d’Antonio y dos jóvenes de 21 y 22 años de edad que se encontraban en un automóvil, el cual fue aplastado por el avión. Además resultaron heridas más de 60 personas.

- 14 de febrero de 2011: El vuelo 731 de Central American Airways, un Let L-410 Turbolet, se estrelló durante la aproximación a Toncontín, a 20 km del aeropuerto en Las Mesitas, municipio de Santa Ana. Fallecieron todas las 14 personas a bordo.

## Aeropuertos cercanos
Los aeropuertos más cercanos son:
- Aeropuerto Internacional de Comayagua
- Aeropuerto internacional de Santa Rosa de Copán (Honduras) (134km)
- Aeropuerto Internacional Ramón Villeda Morales (172km)
- Aeropuerto Internacional Golosón (191km)
- Aeropuerto Internacional de El Salvador (210km)
- Aeropuerto de Utila (228km)

## Galería

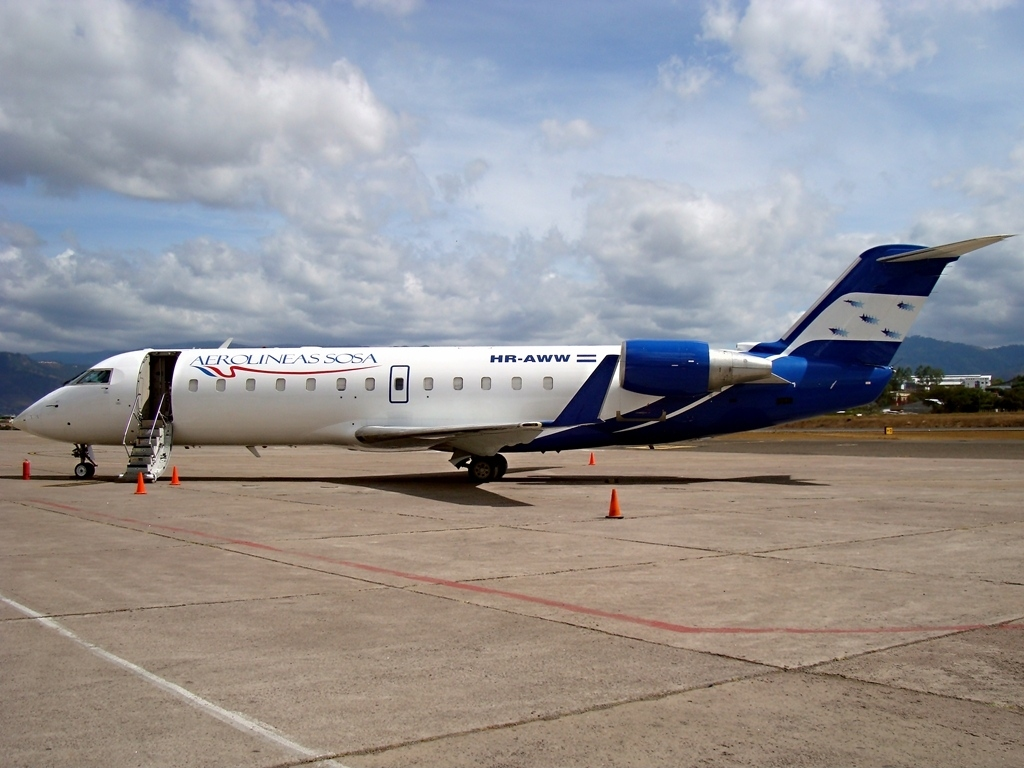
Avión Bombardier CRJ-100ER de Aerolíneas Sosa.
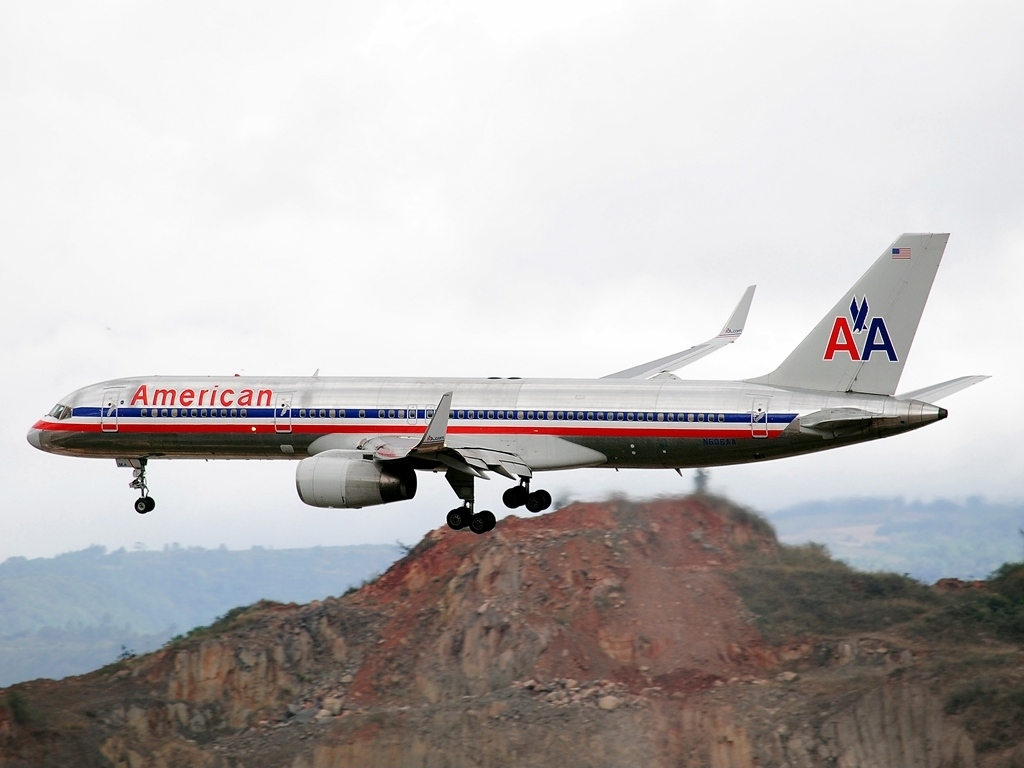
Boeing 757-223 de American Airlines aterrizando en el aeropuerto.
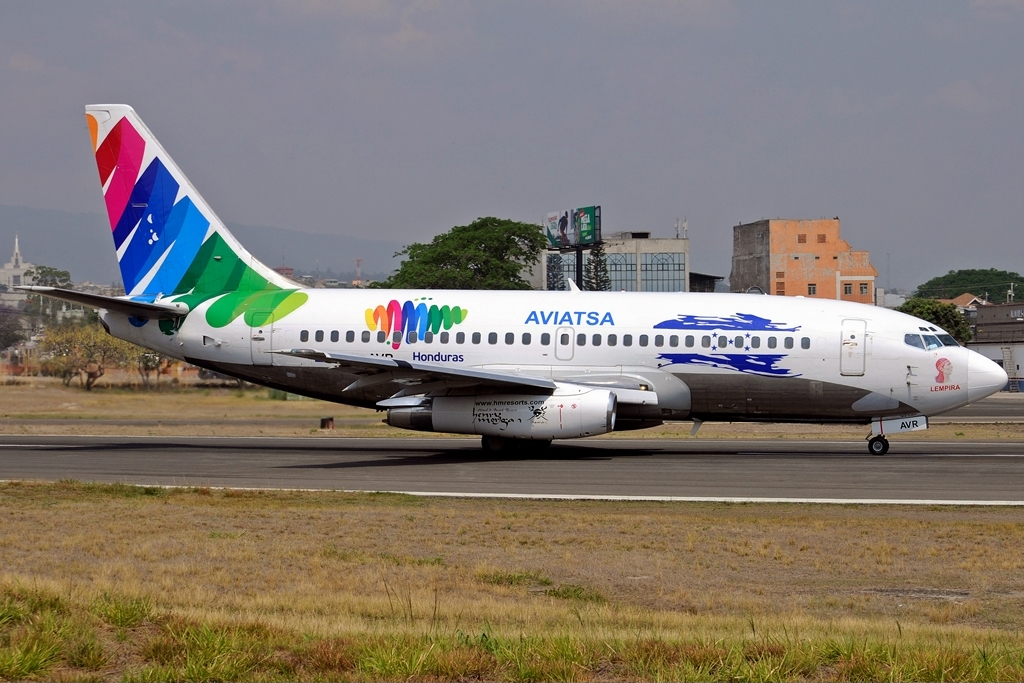
Avión de AVIATSA en Toncontín.
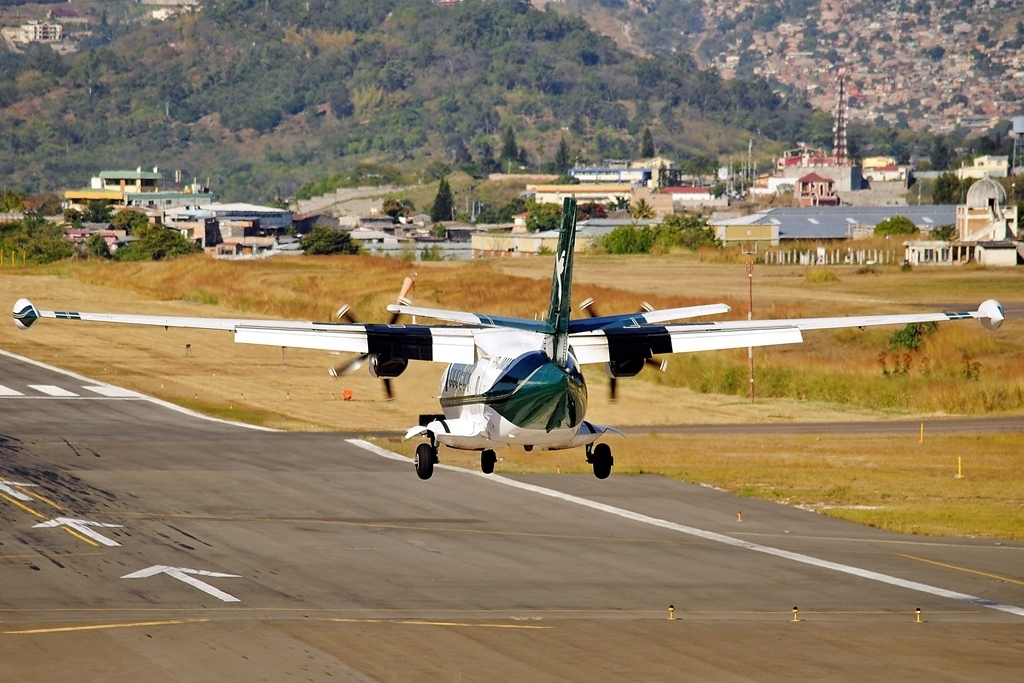
Let L-410 Turbolet de CM Airlines aterrizando en Toncontín.
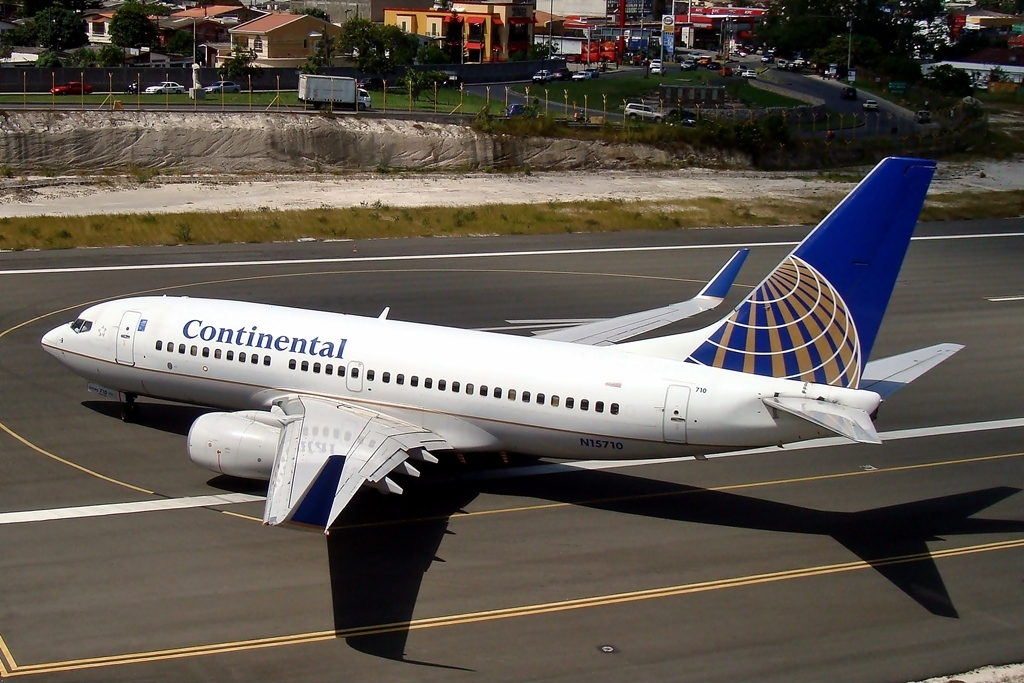
Boeing 737-724 de Continental Airlines.
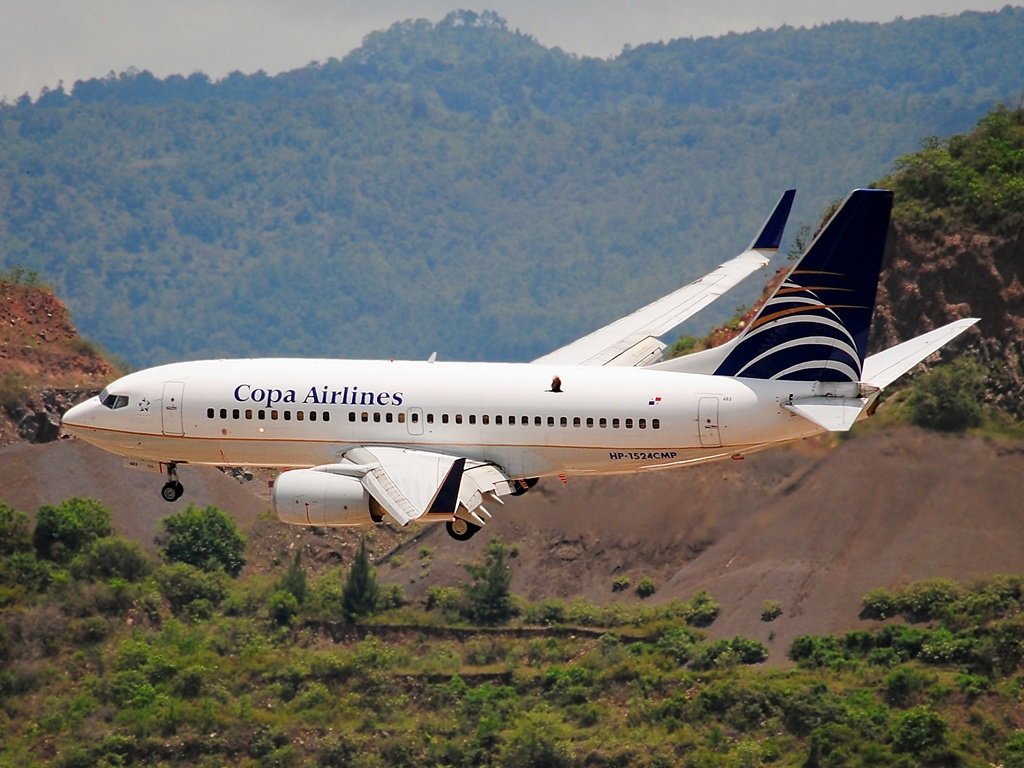
Avión de Copa Airlines preparando para su aterrizaje.
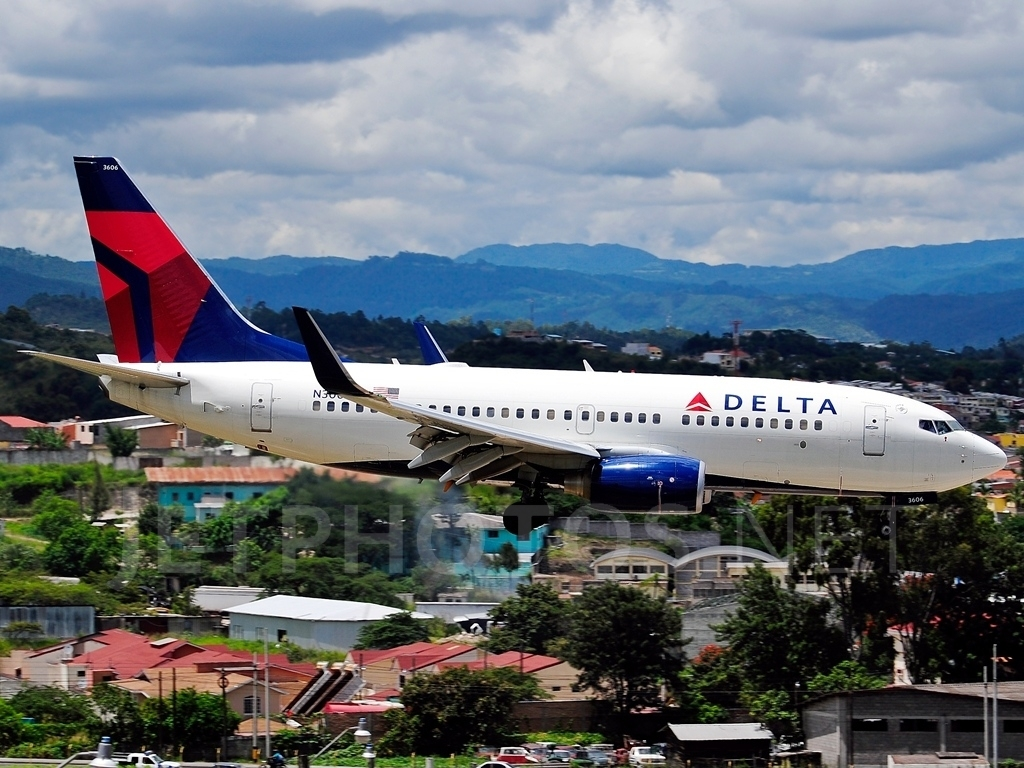
Boeing 737-732 de Delta Airlines aterrizando en Toncontín.
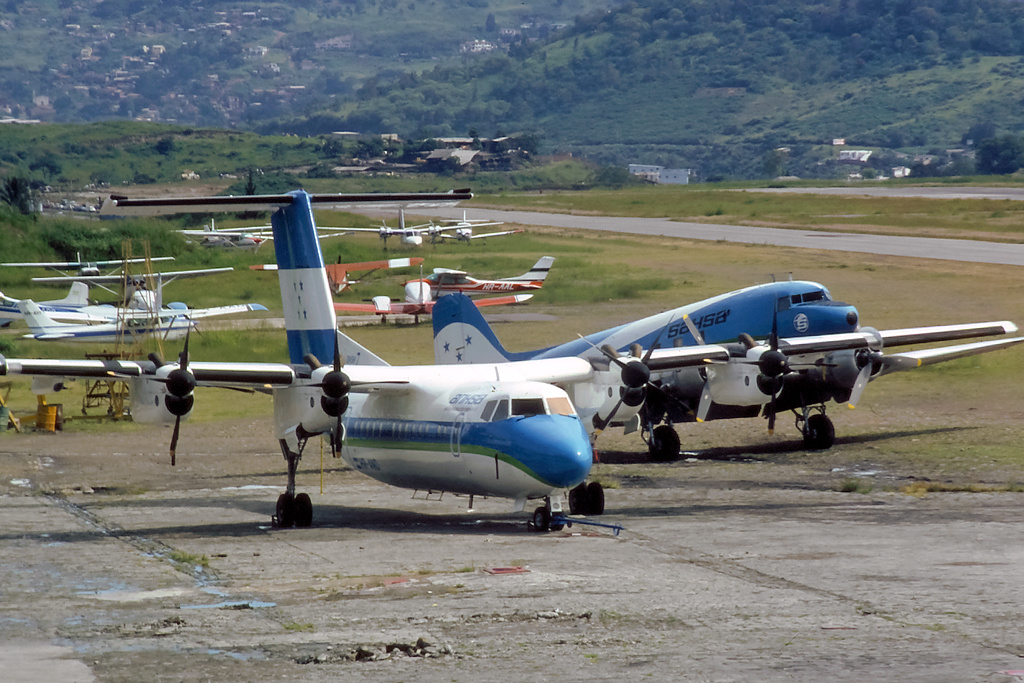
Aviones de SAHSA en Toncontín en 1981.
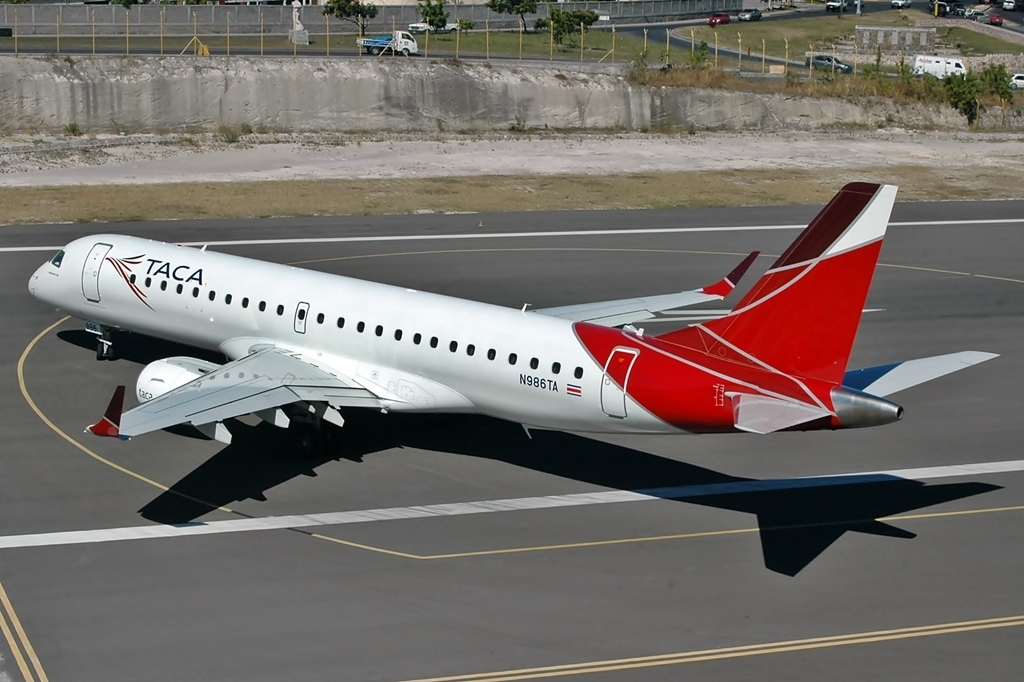
Embraer 190-100 IGW de TACA.
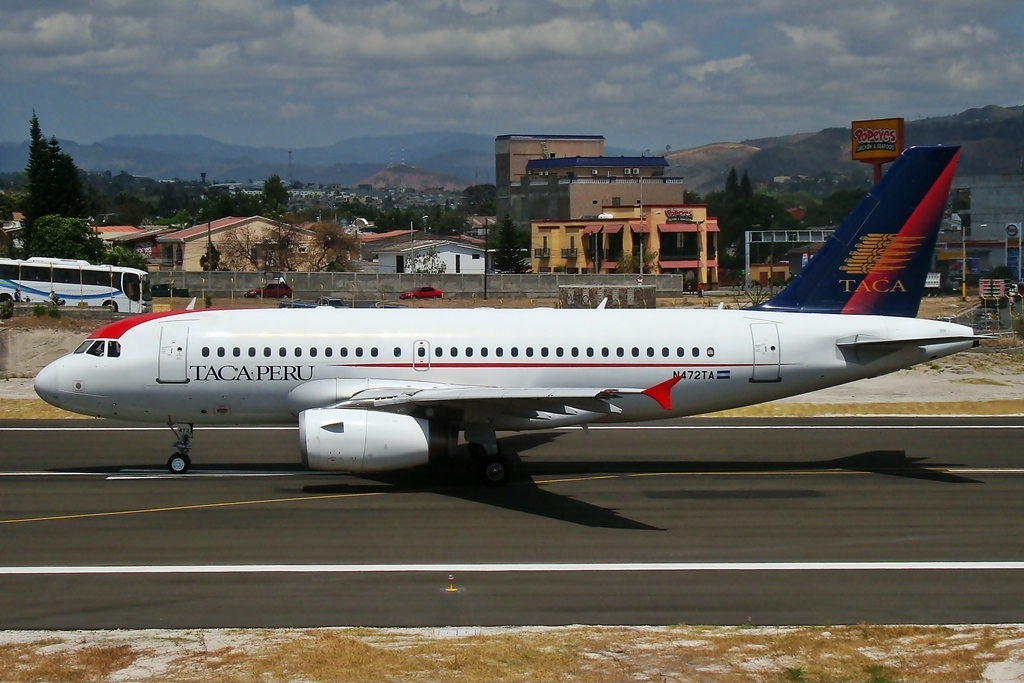
Airbus 319 de TACA Perú.
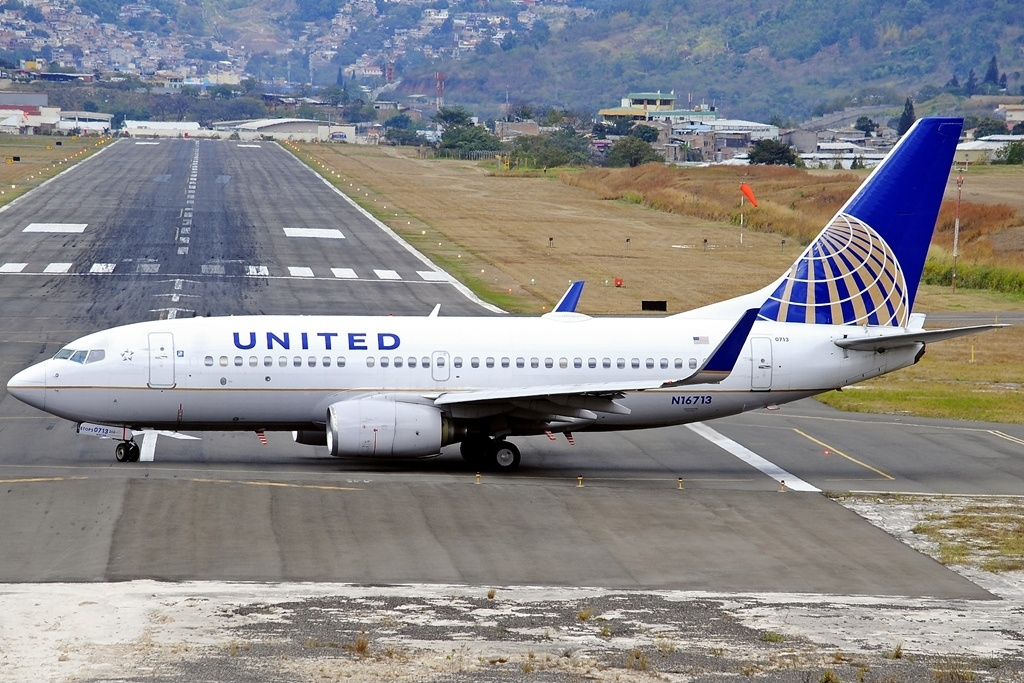
Boeing 737-724 de United Airlines.